# Bulbophyllum fulgens
Bulbophyllum fulgens là một loài phong lan thuộc chi Bulbophyllum.